# Kojima Productions
 (novembre 2024).
Si vous disposez d'ouvrages ou d'articles de référence ou si vous connaissez des sites web de qualité traitant du thème abordé ici, merci de compléter l'article en donnant les références utiles à sa vérifiabilité et en les liant à la section « Notes et références ».
Kojima Productions est une société japonaise de développement de jeu vidéo domiciliée à Tokyo. Ancienne filiale de Konami,  Hideo Kojima établit l'entreprise en tant que studio indépendant, le 16 décembre 2015.  Kojima Productions est principalement connu pour avoir développé la série Metal Gear.  La compagnie comprend en son sein le directeur artistique et illustrateur Yoji Shinkawa, le designer américain Kyle Cooper ou encore le compositeur suédois Ludvig Forssell. Elle compte une centaine d'employés en 2017. 

## Histoire

### Fermeture et création d'un studio indépendant
En mars 2015, des rumeurs entourant le destin du studio et son implication au sein de l'éditeur dans les prochaines années apparaissent; après avoir annoncé une restructuration de ses opérations autour du jeu vidéo consistant notamment en une centralisation des développements, Konami enlève toutes les références au studio au niveau marketing et des moyens de promotions. Une personne travaillant à Konami rapporte par la suite que tout cela serait dû à un conflit opposant le créateur et l'éditeur, que l'équipe de développeurs travaille désormais sous contrat et que Hideo Kojima et d'autres membres majeurs de l'équipe comptent quitter Konami après que le développement de Metal Gear Solid V: The Phantom Pain soit bouclé. Tandis qu'une annonce de recrutement en vue du développement de prochains titres de la série Metal Gear apparaît sur le net, Konami et Hideo Kojima lui-même confirmeront que ce dernier assurera jusqu'au bout la complétion du développement du jeu.
C'est peu après la fin du contrat d'Hideo Kojima avec Konami, le 16 décembre 2015, qu'une entreprise reprenant le nom de Kojima Productions est établie en tant que studio indépendant. Un premier partenariat avec Sony est alors dévoilé pour le développement d'un titre sur PlayStation 4. Parallèlement, le site officiel du tout nouveau studio est lancé. On y découvre le slogan suivant : "From Sapiens to Ludens".
En novembre 2024, Kojima Productions récupère les droits de la licence Death Stranding en les rachetant à Sony,,,. 

## Jeux
Bien que Hideo Kojima ait pu produire des jeux chez Konami depuis 1987, sans que son studio ne voit le jour avant 2005, Konami réfère rétroactivement toutes les productions Kojima comme appartenant au studio Kojima Productions.
Les jeux publiés sous le label « Kojima Productions » sont indiqués en caractères gras dans la liste qui suit.

Ancien logo de Kojima Productions, sous Konami. Il est basé sur l'écusson de l'Unité FOX tel qu'il est introduit pour la première fois dans le titre Metal Gear Solid 3 : Snake Eater.

### Metal Gear
- 1987 : Metal Gear (MSX2)
- 1990 : Metal Gear 2: Solid Snake (MSX2)
- 1998 : Metal Gear Solid (PS)
- 1999 : Metal Gear Solid: Integral (PS, PC)
- 1999 : Metal Gear Solid : Missions spéciales (PS)
- 2000 : Metal Gear Solid: Ghost Babel (GBC)
- 2001 : Metal Gear Solid 2: Sons of Liberty (PS2)
- 2002 : The Document of Metal Gear Solid 2 (PS2)
- 2002 : Metal Gear Solid 2: Substance (XB, PS2, PC, puis PS3, X360)
- 2004 : Metal Gear Solid: The Twin Snakes (GCN)
- 2004 : Metal Gear Acid (PSP)
- 2004 : Metal Gear Solid 3: Snake Eater (PS2)
- 2005 : Metal Gear Acid 2 (PSP)
- 2005 : Metal Gear Solid 3: Subsistence (PS2, puis PS3, X360)
- 2006 : Metal Gear Solid: Digital Graphic Novel (PSP)
- 2006 : Metal Gear Solid: Portable Ops (PSP)
- 2007 : Metal Gear Solid: Portable Ops Plus (PSP)
- 2008 : Metal Gear Solid 4: Guns of the Patriots (PS3)
- 2008 : Metal Gear Online (PS3, 2008)
- 2009 : Metal Gear Solid Touch (iPod Touch, iPhone, iPad)
- 2010 : Metal Gear Solid: Peace Walker (PSP, PS3, X360)
- 2011 : Metal Gear Solid: HD Collection (PS3, X360, Vita)
- 2012 : Metal Gear Solid: Snake Eater 3D (3DS)
- 2012 : Metal Gear Solid: Social Ops (Mobile)
- 2013 : Metal Gear Rising: Revengeance (PS3, X360)
- 2013 : Metal Gear Solid: The Legacy Collection (PS3)
- 2014 : Metal Gear Solid V: Ground Zeroes (PC, PS3, PS4, XOne, X360)
- 2015 : Metal Gear Solid V: The Phantom Pain (PC, PS3, PS4, XOne, X360)

### Autres
- 1988 - 1996 : Snatcher (PC-88, MSX2, SEGA CD, PC-E)
- 1994 - 1996 : Policenauts (PC-98, 3DO, PS, SAT)
- 2001 : Zone of the Enders (PS2, puis PS3, X360)
- 2003 : Zone of the Enders: The 2nd Runner (PS2, puis PS3, X360)
- 2003 : Boktai: The Sun is in Your Hand (GBA)
- 2004 : Boktai 2: Solar Boy Django (GBA)
- 2005 : Shin Bokura no Taiyō: Gyakushū no Sabata (GBA)
- 2007 : Kabushiki Baibai Trainer Kabutore (DS)
- 2007 : Lunar Knights (DS)
- 2009 : Gaitame Baibai Trainer: Kabutore FX (DS)
- 2010 : Castlevania: Lords of Shadow (X360, PS3)
- 2012 : Zone of the Enders HD Collection (PS3, X360, PSVita)
- Annulé : Enders Project (nom de code du troisième opus de Zone of the Enders)
- Annulé : Silent Hills (PS4)
- 2019 : Death Stranding (PS4, PS5, Xbox Series, PC)
- 2025 : Death Stranding 2: On The Beach (PS5)
- TBA : OD (?)
- TBA : Physint (titre provisoire)